# Wilhelm Sommer

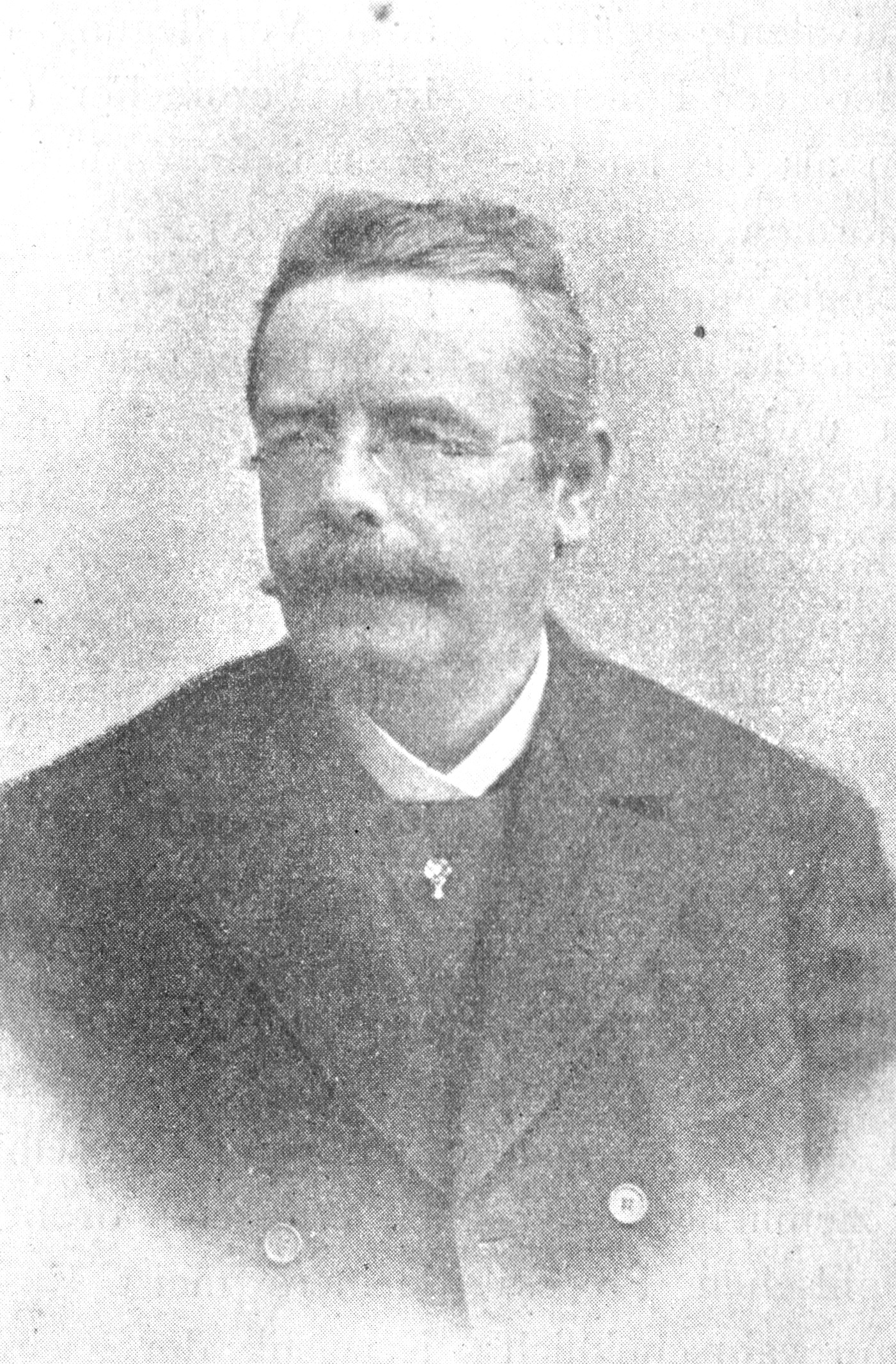
Wilhelm Sommer

Karl Wilhelm Sommer (ur. 9 lipca 1852 we Frankfurcie nad Odrą, zm. 10 stycznia 1900 w Allenbergu) – niemiecki lekarz neurolog, psychiatra, antropolog i patolog.

## Życiorys
Był synem lekarza. Ukończył Friedrich-Wilhelms-Gymnasium w rodzinnym mieście. Następnie studiował medycynę na Uniwersytecie Fryderyka Wilhelma w Berlinie, Uniwersytecie Juliusza i Maksymiliana w Würzburgu oraz Uniwersytecie w Lipsku. W 1879 roku zdał egzaminy państwowe. Od 13 maja 1879 pracował w zakładzie psychiatrycznym w pruskim Allenbergu koło Wehlau (Provinzial Heil- und Pflegeanstalt Allenberg). 5 listopada 1890 roku został dyrektorem zakładu, kierował nim do śmierci 10 stycznia 1900 roku. Zmarł na raka trzustki, po trwającej pół roku chorobie, w wieku 47 lat.

## Dorobek naukowy
W 1880 roku ogłosił drukiem pracę, w której opisał zmiany w hipokampie u chorych z padaczką. Praca ta cytowana jest do dziś, a część formacji hipokampa określa się jako tzw. sektor Sommera.

## Wybrane prace
- Erkrankung des Ammonshorns als aetiologisches Moment der Epilepsie[5], 1880
- Postepileptisches Irresein[6]. 1881
- Ein neuer Fall von Hypertrichosis circumscripta[7], 1885
- Atlasankylose und Epilepsie[8]. 1890
- Tabes mit Paranoia und terminaler Paralyse. AZP 42, 1886
- Beiträge zur Kenntniss der Militärpsychosen. AZP, 1886
- Nervöse Veranlagung und Schädeldifformität. Neurologisches Centralblatt, 1897
- Aethermissbrauch in Ostpreussen. Neurologisches Centralblatt, 1899